# Maisons-Alfort
Maisons-Alfort je jugovzhodno predmestje Pariza in občina v departmaju Val-de-Marne osrednje francoske regije Île-de-France. Leta 1999 je imelo naselje 51.103 prebivalcev.

## Administracija
Maisons-Alfort je sedež dveh kantonov:
- Kanton Maisons-Alfort-Jug (del občine Maisons-Alfort: 27.399 prebivalcev),
- Kanton Maisons-Alfort-Sever (del občine Maisons-Alfort: 23.704 prebivalcev).

## Zgodovina
Maisons-Alfort se je prvotno imenoval zgolj Maisons, izhajajoč iz srednjeveško-latinskega imena Mansiones, v pomenu "hiše". Ob ustanovitvi občine med francosko revolucijo se je združil z zaselkom Alfort, nastalim sredi 13. stoletja kot graščina herefordskega škofa Petra iz Aigueblanchea. Ime graščine se je preko imen Harefort in Hallefort spremenilo v sedanji Alfort. Na njenem posestvu se je veliko kasneje nastanila najuglednejša državna veterinarska šola v Franciji.
Utrdba Fort de Charenton, zgrajena sredi 19. stoletja, od leta 1959 gosti Commandement des Écoles de la Gendarmerie Nationale.
1. aprila 1885 se je 40% ozemlja občine Maisons-Alfort izločilo in ustanovilo novo občino Alfortville.

## Pobratena mesta
- Moers (Nemčija).